# Break It Off
Break It Off is de vierde single van het album A Girl Like Me van de Barbadiaanse zangeres Rihanna. De single had weinig succes en werd alleen in de Verenigde Staten uitgebracht en in enkele delen van Europa. Het is een samenwerking met zanger/rapper Sean Paul. De management van Rihanna & Sean Paul hadden beiden besloten om geen videoclip te maken